# Estação Horto Florestal
Horto Florestal é uma das dezenove estações da Linha 1 do Metrô de Belo Horizonte, localizada na região leste da cidade.

## História
A implantação do metrô de Belo Horizonte foi dividida em três fases, sendo que a estação Horto Florestal estava incluída na Fase 2 (Central -Horto). Suas obras foram iniciadas pela construtora Mendes Junior em 1985 e tinham previsão de conclusão para meados de 1988. Problemas econômicos, porém, causaram atrasos nas obras que foram concluídas em 1992. A estação Horto Florestal foi aberta (junto com a estação Santa Efigênia) em abril de 1992.

## Arredores
Arena Independência - 200 m
Avenida Silviano Brandão - 100 m